# Nissim ben Reuben Girondí
Nissim ben Reuben Girondí va ser un metge i reconegut talmudista del segle xiv, molt influent en la seva època.

## Vida
No tenim gaire informació sobre la seva vida. Sabem que vivia de la seva professió de metge i està documentada la seva presència a Barcelona entre 1353 i 1373. En les seves obres menciona que el seu mestre va ser Perez ha-Cohen, però està clarament influenciat pel pensament de Salomó ben Adret.
L'any 1367 o 1368 va ser empresonat per una falsa denùncia, juntament amb el seu deixeble Hasdai Cresques. Sembla que el 1370 va patir un altre empresonament.

## Principals Obres
Només s'han conservat 77 contestes sobre qüestions judicials, 12 homilies, alguns poemes i cartes intercanviades amb els seus contemporanis.
Més interès té un manuscrit trobat en època recent que conté un comentari de la Bíblia i que, probablement, va escriure cap al final de la seva vida, ja que no està acabat.